# Francesco Lunardini
Francesco Lunardini (ur. 3 listopada 1984 w Cesenie) – włoski piłkarz występujący na pozycji pomocnika.